# マルコフニコフ則
マルコフニコフ則（マルコフニコフそく、Марковников則、英語: Markovnikov's rule）はロシアのウラジーミル・マルコフニコフ（Владимир Васильевич Марковников）が1869年に発表した二重結合を持つ炭化水素の付加反応に関する経験則である。

## 概要
論文ではハロゲン化水素が非対称なアルケンへ付加した場合の主生成物について触れられていた。より多くの水素が結合しているsp2炭素（二重結合を持つ炭素）にハロゲン化水素由来の水素が結合するというものである。一般的に、非対称形の反応剤が非対称形のアルケンに付加するときは、二重結合の二個の炭素のうち水素原子数の多いほうの炭素に反応剤の電気的に陽性な部分が結合する、という規則に拡張できる。
具体例を挙げれば、プロペン (CH3CH=CH2) に酸触媒で水を付加すると2-プロパノール (CH3CH(OH)CH3) が選択的に生成し、1-プロパノールは生成しない。1-ペンテン (CH2=CHCH2CH2CH3) に光触媒で塩化水素を付加すると2-クロロペンタン (CH3CClHCH2CH2CH3) が選択的に生成する。
これは反応中間体であるカルボカチオンが結合している炭化水素基が多いほど超共役効果で安定化されるからである。より安定な中間体を形成する生成物のほうが生成に有利である。

## 逆マルコフニコフ則
マルコフニコフ則が成立するのは、親電子的付加反応の場合のみである。ハロゲン化水素付加の場合でも、条件をラジカル付加反応が起こるようにすると、マルコフニコフ則と逆の生成物を与える。これも超共役によって説明でき、より安定なラジカル中間体が生成するように反応が進むのでマルコフニコフ則とは逆の反応が起きる。
これを逆マルコフニコフ則（反マルコフニコフ則）、またはアンチマルコフニコフ則という。

## ヒドロホウ素化
マルコフニコフ則は、二重結合を持つ炭化水素から第一級のアルコールやアルデヒドを生成することが極めて困難であることを示している。先ほどの例ではプロペンから1-プロパノールを生成できない。これを解決したのはヒドロホウ素化の発見であった。ヒドロホウ素化では求電子剤として働くボラン（BH3）を用いる。詳細はヒドロホウ素化を参照。
また、ヒドロホウ素化を用いたアルコールの合成は、全体として逆マルコフニコフ型反応の一つと見ることができる。